# Гордеев, Вячеслав Михайлович
Вячесла́в Миха́йлович Горде́ев (род. 3 августа 1948, Москва, СССР) — советский и российский артист балета, балетмейстер, хореограф, педагог. Народный артист СССР (1984). Лауреат премии Ленинского комсомола (1975).

## Биография
В детстве занимался в самодеятельной хореографической студии при клубе «Красный Октябрь» в Тушино. В 1968 году окончил Московское хореографическое училище по классу Петра Пестова.
В 1968—1989 годах — солист балета Большого театра, где репетировал под руководством Алексея Варламова. В 1973—1985 годах — постоянный сценический партнёр балерины Надежды Павловой.
В 1981 году дебютировал как балетмейстер, поставив хореографические миниатюры «Пассакалия» на музыку Г. Ф. Генделя, «Встреча» на музыку М. Таривердиева, телебалет «Поэмы» на музыку Ф. Листа, состоящий из 3 новелл: «Гамлет», «Мазепа», «Орфей и Эвридика», совместно с Б. Е. Барановским, где исполнил главные мужские партии. В 1982 году поставил номер «Гусляр» на музыку В. Кикты, в 1983, совместно с балетмейстером Б. Е. Барановским — две миниатюры для своих творческих вечеров с Н. Павловой — «Слепая» и «Каприччио на цыганские темы» на музыку С. В. Рахманинова.
Участвовал в гастролях за рубежом.
В 1983 году окончил факультет журналистики Московского университета им. М. Ломоносова, в 1987 году — балетмейстерский факультет ГИТИСа (ныне Российский институт театрального искусства).
В 1984 году возглавил Ансамбль классического балета («Московский балет») Московской областной филармонии, преобразованный в дальнейшем в Московский областной государственный театр «Русский балет», которым руководил до 1995 года, в 1997—2007 и с 2008 года. В 2020 году театру под его руководством присвоено почётное звание академический.
В 1993—1998 годах вёл курс балетмейстеров-педагогов в ГИТИСе, с 1998 — профессор кафедры хореографии Государственной академии славянской культуры (Москва).
В 1995—1997 годах был художественным руководителем балета Большого театра. В 1996 году был режиссёром-постановщиком юбилейного концерта балерины Ольги Лепешинской в Большом театре. В 2003—2006 годах был художественным руководителем балета Екатеринбургского театра оперы и балета.
В 2004 году выступил хореографом-постановщиком комедии-балета «Любовь глазами сыщика» по пьесе П. Шеффера в Московском театре имени В. Маяковского (режиссёр С. Н. Арцибашев).
Член Комиссии по хореографии Союза театральных деятелей РФ. Неоднократно выступал в качестве председателя жюри международных конкурсов артистов балета — в Японии (Осака), Корее, Душанбе. С 1999 года — официальный представитель Фонда Р. Нуреева в России и странах СНГ.
В 2005 году открыл школу-студию классического и современного танца при театре «Русский балет». В 2010 году учредил некоммерческую организацию «Благотворительный Фонд Вячеслава Гордеева». В 2016 году заявил о самостоятельном строительстве балетной школы на собственном дачном участке в посёлке Валентиновка, так как «всем нравится моя идея, но деньги под неё никто не даёт».

### Общественная позиция
С 2007 по 2011 год — депутат Московской областной думы IV созыва от партии «Единая Россия», заместитель председателя Комитета по вопросам образования, культуры, спорта, делам молодёжи и туризма.
В марте 2014 года Гордеев поддержал аннексию Крыма, подписал письмо президенту России Владимиру Путину в поддержку аннексии.
- Отец — Михаил Васильевич, во время войны — сотрудник в конструкторском бюро Тушинского машиностроительного завода.
- Мать — Любовь Николаевна, во время войны — инженер-нормировщик Тушинского машиностроительного завода.
- Первая жена (1975—1986) — Надежда Васильевна Павлова (р. 1956), балерина Большого театра (1975—1995), народная артистка СССР (1984).
- Вторая жена — Майя Саидова (Гордеева), заведующая музыкальной частью Московского областного государственного театра «Русский балет».
  - Сын — Дмитрий (р. 1995)
  - Дочь — Любовь (р. 1993).
- Третья жена — Оксана Золотарёва, пианистка, звукорежиссёр.
  - Сыновья — Никита (р. 2005) и Александр (р. 2009).

## Звания и награды
- Заслуженный артист РСФСР (25 мая 1976 года) — за заслуги в развитии советского искусства и в связи с 200-летием Государственного академического Большого театра СССР[8].
- Народный артист РСФСР (28 апреля 1982 года) — за заслуги в области советского хореографического искусства[9].
- Народный артист СССР (13 декабря 1984 года) — за большие заслуги в развитии советского хореографического искусства[10].
- Премия Правительства Российской Федерации имени Фёдора Волкова за вклад в развитие театрального искусства Российской Федерации (13 июля 2005 года)[11].
- Премия Ленинского комсомола (1975).
- Орден «За заслуги перед Отечеством» III степени (28 декабря 2007 года) — за большой вклад в развитие отечественного хореографического искусства и многолетнюю творческую деятельность[12].
- Орден «За заслуги перед Отечеством» IV степени (10 сентября 1999 года) — за большой вклад в укрепление экономики, развитие социальной сферы и многолетний добросовестный труд[13].
- Орден «За заслуги в культуре и искусстве» (22 декабря 2022 года) — за большой вклад в развитие отечественной культуры и искусства, многолетнюю плодотворную деятельность[14].
- Орден Трудового Красного Знамени (14 августа 1991 года) — за заслуги в развитии советского хореографического искусства[15].
- Почётная грамота Президента Российской Федерации (30 мая 2018 года) — за заслуги в развитии отечественной культуры и искусства, многолетнюю плодотворную деятельность[16].
- Благодарность Президента Российской Федерации (15 января 2004 года) — за большие заслуги в развитии отечественного балета[17].
- Благодарность Министра культуры и массовых коммуникаций Российской Федерации (6 июля 2006 года) — за активную и многолетнюю плодотворную работу по пропаганде отечественного хореографического искусства и в связи с 25-летием основания автономной некоммерческой организации "Редакция журнала «Балет»[18].
- Нагрудный знак РФ «За вклад в российскую культуру» (2013, Министерство культуры Российской Федерации)[19].
- Знак «За заслуги перед Московской областью» II степени (2019, Московская область)[20].
- Специальная премия «Золотая маска» в номинации «За выдающийся вклад в развитие театрального искусства» (2023)[21].
- Лауреат Всесоюзного конкурса артистов балета в Москве (II премия, 1972).
- Лауреат II Международного конкурса артистов балета в Москве (I премия, 1973).
- Приз «Лучший хореограф года» (Ассоциация западноевропейских импресарио, 1992).
- Специальный приз М. Бежара «Лучшему хореографу конкурса» — за хореографический номер «Инструктаж авиапассажиров перед полётом в Теннесси» на музыку ансамбля «Манхэттен Трансфер» (Открытый конкурс артистов балета России конкурс «Арабеск-92», Пермь, 1992)[22].
- Приз журнала «Балет» «Душа танца» в номинации «Рыцарь балета» (1996).
- Орден Петра Великого 1-й степени «За заслуги и большой личный вклад в развитие искусства» (2006).
- Орден общественного признания граждан РФ «Польза честь и слава» (2015).
- Лауреат специальной премии «Золотая Маска» «За выдающийся вклад в развитие театрального искусства» (2023)[23]

## Репертуар

#### Большой театр (основные партии)
- 1969 — «Щелкунчик» П. Чайковского, балетмейстер Ю. Григорович — Арлекин
- 1969 — картина «Вальпургиева ночь» в опере «Фауст» Ш. Гуно, хореография Л. Лавровского — Пан
- 1970 — «Жизель» А. Адана, редакция Л. Лавровского — вставное па де де
- 1970 — «Золушка» С. Прокофьева, балетмейстер Р. Захаров — Кузнечик
- 1970 — опера «Аида» Дж. Верди, хореография Р. Захарова — Арапчонок
- 1970 — «Спартак» А. Хачатуряна, балетмейстер Ю. Григорович — Пастух
- 1971 — «Лебединое озеро» П. Чайковского, редакция А. Мессерера — па де труа
- 1971 — «Икар» С. Слонимского, балетмейстер В. Васильев — Юноша (первый исполнитель)
- 1972 — «Дон Кихот» Л. Минкуса, хореография А. Горского — Базиль
- 1972 — «Щелкунчик» П. Чайковского, балетмейстер Ю. Григорович — Щелкунчик-принц
- 1974 — «Легенда о любви» А. Меликова, балетмейстер Ю. Григорович — Ферхад
- 1974 — «Спящая красавица» П. Чайковского, редакция Ю. Григоровича — Принц Дезире
- 1974 — «Спартак» А. Хачатуряна, балетмейстер Ю. Григорович — Спартак
- 1975 — «Жизель» А. Адана, редакция Л. Лавровского — Альберт
- 1976 — «Любовью за любовь» Т. Хренникова, балетмейстер В. Боккадоро — Клавдио
- 1978 — «Икар» С. Слонимского, балетмейстер В. Васильев — Икар
- 1978 — «Эти чарующие звуки» на музыку А. Корелли, Дж. Торелли, В. А. Моцарта и Ж. Рамо, балетмейстер В. Васильев — Классическое па де де на музыку Д. Торелли
- 1978 — «Ангара» А. Эшпая, балетмейстер Ю. Григорович — Сергей
- 1979 — «Ромео и Джульетта» С. Прокофьева, балетмейстер Ю. Григорович — Ромео (первый исполнитель)
- 1980 — картина «Тени» из балета «Баядерка», хореография М. Петипа — Солор
- 1981 — «Деревянный принц» Б. Бартока, балетмейстер А. Петров — Принц (первый исполнитель)
- 1982 — «Шопениана» на музыку Ф. Шопена, хореография М. Фокина — Юноша
- 1984 — «Лебединое озеро» П. Чайковского, редакция Ю. Григоровича — Принц Зигфрид
- «Пламя Парижа» Б. В. Асафьева, балетмейстер В. Вайнонен — Филипп.

#### Концертный репертуар
- 1970 — гран-па из балета «Раймонда» А. Глазунова, балетмейстер А. Горский
- 1971 — па-де-де из балета «Пламя Парижа» Б. Асафьева, балетмейстер В. Вайнонен
- 1973 — па-де-де из балета «Тщетная предосторожность» П. Гертеля, балетмейстер А. Горский
- 1973 — концертный номер «Голубые дали» на музыку Л. Балая, балетмейстер Г. Майоров
- 1976 — концертный номер «Мелодия» на музыку А. Дворжака, балетмейстер А. Мессерер
- 1983 — концертный номер «Соната № 5» на музыку И. Баха, балетмейстер М. Бежар
- 1983 — концертный номер «Вариации» на музыку Г. Доницетти, балетмейстер Дж. Баланчин
- 1984 — концертный номер «Стенька Разин» на музыку А. Глазунова, балетмейстер Б. Барановский

## Постановки

### Ансамбль классического балета — театр «Русский балет»

#### Хореографические миниатюры
- 1984 — «Память» на музыку Б. Петрова
- 1985 — «Шаги» на музыку Ж.-М. Жарра
- 1985 — «Паганини» на музыку Г. Генделя
- 1986 — «Мелодия любви» на аргентинскую народную музыку
- 1986 — «Этюды» на музыку Ф. Листа
- 1986 — «Воспоминания» на музыку Ю. Саульского
- 1986 — «В лодке» на музыку А. Родригеса
- 1986 — «Мужчины и женщина» на музыку Г. Свиридова
- 1986 — «Театр Карабаса» на музыку И. Штрауса
- 1990 — «Танго» на музыку А. Пьяццоллы
- 1992 — «У каждого свои развлечения» на музыку Ж. М. Жарра
- 1992 — «Встреча на пляже» на музыку А. Костеланоса
- 1992 — «Инструктаж авиапассажиров перед полетом в Теннесси» на музыку ансамбля «Манхэттен Трансфер»
- 1992 — «Слепая» на музыку Л. Ричи
- 1992 — «А поутру они проснулись» на музыку Касадеи
- 1994 — «Посмотри в мои глаза» на песню в исполнении Т. Тикарам
- 1994 — «Мираж» на музыку В. Моцарта
- 1999 — «Метель» на музыку Г. Свиридова
- 2001 — «Венера Илльская» на музыку О. Фельцмана
- 2003 — «Душа любви» на музыку И. Баха — А. Марчелло
- 2003 — «Гран-па» на музыку Д. Обера
- 2006 — «Океан и жемчужина» на музыку Д. Араписа

#### Оригинальные балеты
- 1986 — «Ожившие картины» на музыку Г. Генделя, И. Баха, В. Моцарта
- 1989 — «Неожиданные маневры, или Свадьба с генералом» на музыку Дж. Россини
- 1993 — «Щелкунчик» П. Чайковского
- 2001 — «Золушка» С. Прокофьева
- 2007 — «Течёт речка» на музыку В. Дзо

#### Концертные программы
- 2001 — «В честь Петипа» — Мариус Петипа
- 2001 — «В честь Горского» — Александр Горский
- 2001 — «В честь Фокина» — Михаил Фокин
- 2005 — «Роман с балетом, или Реверанс критику».

#### Редакции классических балетов
- 1985 — картина «Вальпургиева ночь» из оперы Ш. Гуно «Фауст», хореография Л. Лавровского
- 1986 — Гран па на музыку Р. Дриго, Л. Делиба
- 1987 — Гран па из балета «Пахита» Э. Дельдевеза (доработанный Л. Минкусом), хореография М. Петипа
- 1989 — «Дон Кихот» Л. Минкуса, хореография А. Горского
- 1989 — «Танцы часов» из оперы «Джоконда» А. Понкьелли, хореография М. Петипа
- 1991 — «Лебединое озеро» П. Чайковского, хореография М. Петипа и Л. Иванова
- 1991 — «Жизель» А. Адана, хореография Ж. Коралли, Ж. Перро и М. Петипа
- 1992 — «Коппелия» Л. Делиба, хореография А. Горского
- 1999 — «Спящая красавица» П. Чайковского, хореография М. Петипа
- 2004 — «Шехеразада» на музыку Н. Римского-Корсакова, хореография М. Фокина

### Большой театр
- 1995 — «Ромео и Джульетта» С. Прокофьева, хореография Л. Лавровского
- 1996 — «Последнее танго» на музыку А. Пьяццоллы
- 1996 — «Мираж» на музыку В. Моцарта

### Башкирский театр оперы и балета
- 2002 — «Золушка» С. Прокофьева

### Екатеринбургский театр оперы и балета
- 2003 — «Лебединое озеро» П. Чайковского, хореография М. Петипа и Л. Иванова
- 2004 — «Щелкунчик» П. Чайковского
- 2005 — «Шехеразада» на музыку Н. Римского-Корсакова, хореография М. Фокина
- 2005 — «Видение Розы» на музыку К. М. фон Вебера, хореография М. Фокина
- 2006 — «Дон Кихот» Л. Минкуса, хореография А. Горского

## Фильмография
- 1977 — Дуэт молодых (фильм-концерт)
- 1980 — Большой балет (фильм-концерт)
- 1980 — Сицилианская защита — Слава, партнёр Зины Лебедевой
- 1981 — Поэмы (фильм-балет) — главные мужские партии
- 1991 — Интервью в зарубежном антракте (фильм-концерт).

Участие в фильмах
- 2005 — «Александр Годунов. Побег в никуда» (документальный)

### Видео
- Вячеслав Гордеев — «Монолог о себе» ТК Культура, 12.02.2009